# Jacobo Rivero
Jacobo Rivero (Madrid, 1974) es un periodista, escritor y documentalista español. Entre 2015 y 2019, puso en marcha M21 Radio, la emisora de radio local pública, durante la legislatura de Ahora Madrid en el Ayuntamiento. También dirigió la revista cultural ilustrada M21 Magazine desde su fundación en 2017 hasta 2019.

## Trayectoria
Fue alumno del Instituto Ramiro de Maeztu de Madrid y, posteriormente, estudió en la Facultad de Ciencias Políticas y Sociología de la Universidad Complutense de Madrid (UCM). Fue jugador y después entrenador de cantera del Club Estudiantes de Baloncesto y, en julio de 2010 dirigió el primer partido oficial de un equipo internacional en Palestina, en una iniciativa del Consejo Superior de Deportes que se desarrolló entre las ciudades de Belén y Hebrón.
Entre 1989 y 2011, Rivero participó activamente en los movimientos sociales de Madrid, en el llamado “área de la autonomía” y los centros sociales okupados y autogestionados. Además, formó parte del Colectivo de Autoedición Gráfica Autoinfo, vinculado con el Centro Social El Laboratorio (El Labo) de Lavapiés, que funcionó entre 1999 y 2005. En 2007, entró a formar parte del periódico Diagonal, cubriendo información para las secciones de política, cultura y deportes. A partir de 2011, empezó a trabajar como enviado especial para Europa y Oriente Medio para la productora audiovisual Muzungu. Paralelamente, realizó documentales deportivos para el canal Telesur. Ha colaborado y trabajado en numerosos medios de comunicación españoles e internacionales, y ha participado como analista de actualidad política en programas de televisión como Fort apache o La tuerka.
Su vinculación deportiva con el baloncesto le ha acompañado a lo largo de su trayectoria profesional. En 2009, creó el blog de baloncesto llamado Sputnik Basket Time que mantuvo activo hasta mediados de 2014. A partir de ese momento y hasta finalizar ese año, siguió publicando entradas en un blog del mismo nombre para la versión digital del periódico 20 Minutos. En 2012, Rivero publicó su primer libro El ritmo de la cancha. Historias del mundo alrededor del baloncesto fruto de su actividad como jugador primero y como entrenador después del Club Estudiantes de Baloncesto. A esta primera publicación, le siguió un libro sobre la vida del baloncestista Fernando Romay. Posteriormente, aparte del deporte, ha abordado otras temáticas en sus libros como política y música. En 2023, publicó su primera novela negra titulada Dicen que ha muerto Garibaldi, donde utiliza el incendio del Palacio de los Deportes de Madrid en 2001, causado por un accidente, como punto de partida para examinar las posibles conexiones entre la corrupción política y el fortalecimiento de la derecha en las instituciones de Madrid. En 2025, publicó Candela. Memoria social de un Madrid flamenco donde Rivero, traza un recorrido por la memoria flamenca de Madrid, centrado en Lavapiés, El Rastro y la Plaza de Santa Ana, con el mítico bar Candela como epicentro de un arte que se vivía en las calles y espacios de convivencia.
Entre 2015 y 2019, puso en marcha M21 Radio, la emisora de radio local pública, durante la legislatura de Ahora Madrid en el Ayuntamiento, que fue cerrada con la llegada del nuevo gobierno del Partido Popular. También dirigió la revista cultural ilustrada M21 Magazine desde su fundación en 2017 hasta 2019 junto con la coordinación del ilustrador Enrique Flores.
Desde enero de 2022, realiza el pódcast Llantos de Cocodrilo, un recorrido musical alrededor de un tema de actualidad en clave de humor. También hay espacio para una pequeña pieza documental de historia de la radio y un "consultorio musicológico". Se emite en Radio Círculo del Círculo de Bellas Artes y está disponible en la plataforma iVoox. Lo realiza junto al técnico de sonido y copresentador Martín García.
Aparte de su faceta periodística, Rivero ha desarrollado una carrera como ayudante de dirección y documentalista para cine, y ha trabajado con directores como Fernando León de Aranoa y Javier Corcuera. Desde 2021, dirige junto al director de cine Javier Corcuera el Festival de Cine y Música de El Barco de Ávila MUCIBA.

## Reconocimientos
En 2023, Rivero fue galardonado con el Premio Ciudad de Alcalá, que otorga el Ayuntamiento de Alcalá de Henares, en la categoría de Periodismo por su reportaje «La huella de Camarón», sobre el legado del cantautor español Camarón de la Isla, publicado en El País en julio de 2022.

## Obra
- 2012 – El ritmo de la cancha. Historias del mundo alrededor del baloncesto. Editorial Clave Intelectual. ISBN 9788494001420.[26]
- 2013 – Altísimo. Un viaje con Fernando Romay. Editorial Turpial. ISBN 9788495157676.[27][10]
- 2014 – Del juego al estadio. Reflexiones sobre ética y deporte. Junto a Claudio Tamburrini. Editorial Clave Intelectual. ISBN 978-8494074172.[28][29]
- 2014 – Conversación con Pablo Iglesias. Editorial Turpial. ISBN 978-8495157744.[30][31]
- 2014 – Tiros Libres. Relatos de baloncesto. Varios autores. Ediciones Lupercalia. ISBN 9788494261640.[32]
- 2015 – Podemos. Objetivo: Asaltar los cielos. Editorial Planeta. ISBN 9788408139447.[33]
- 2021 – Bulbancha. Música, calle y resistencias desde New Orleans. Editorial Clave Intelectual. ISBN 9788412328516.[34][35][36]
- 2023 – Dicen que ha muerto Garibaldi. Editorial Lengua de Trapo. ISBN 9788483812853.
- 2025 – Candela. Memoria social de un Madrid flamenco. Editorial Altamarea. ISBN 978-84-19583-80-2.[15]